# معركة مطار بغداد (2004)
في يوم أحد عيد الفصح الموافق 11 أبريل 2004، دارت معركة في مطار بغداد الدولي في العراق بين سائقي الشاحنات التابعين للجيش الأمريكي، ورجال مدفعية الدفاع الجوي والمدرعات ورجال الشرطة العسكرية والمهندسين وأفراد الخدمات اللوجستية المتنوعة والمسلحين من مقتدى الصدر، قائد جيش المهدي، على طول الجانب الجنوبي الغربي من سور المطار في منطقة يشار إليها عادة باسم قرية المهندسين، كان هذا القسم من مطار بغداد الدولي موطنًا للعديد من الوحدات الهندسية، ولا سيما فرقة المهندسين القتالية 389، كما يوجد بها قاعة طعام، ومنطقة لتنظيم القافلة.

## التاريخ
في 5 أبريل 2004، دعا رجل الدين الشاب مقتدى الصدر إلى الجهاد ضد قوات التحالف وأراد السيطرة على الكوت والنجف ومدينة الصدر، وأدى ذلك إلى قتال واسع النطاق في جميع أنحاء المثلث السني، وقد تفوقت دبابات أبرامز التابعة لفرقة الفرسان الأولى على مجموعاته المسلحة، لكنهم كانوا يعلمون أن دبابات أبرامز كانت تعتمد على شاحنات إعادة الإمداد، في ليلة الخميس 8 أبريل، دمرت الميليشيا ثمانية جسور وجسور حول مركز دعم القافلة سكانيًا، مما أوقف حركة المرور المتجهة شمالًا إلى المثلث السني.
جُوع قوات التحالف في الأيام القادمة بسبب قلة الإمدادات المتوفرة لديها في العراق، وفي نفس المساء، اشتبك جنود أمريكيون مع جيش المهدي، ما أدى إلى إصابعة بعضهم بجروح خطيرة، وبعد العلاج الطبي، عاد كلاهما إلى قافلتهما، وفي اليوم التالي، كان ذكرى سقوط بغداد عام 2003، حيث نصب العراقيون كمينًا لكل قافلة حاولت الدخول أو الخروج من مطار بغداد الدولي بما في ذلك كمين لسرية النقل 724، في اليوم التالي، تم ترميز جميع الطرق باللون الأسود مما يعني أن أي قافلة تتوقع هجومًا وشيكًا. ومع عدم خروج المزيد من القوافل، قرر جيش المهدي مهاجمة الشاحنات التي كانت متوقفة فيها.

## ما بعد الكارثة
بعد ثلاثين دقيقة من هزيمة جيش المهدي، قاتل طاقم زيبرا خلال ثلاثة كمائن أخرى لمرافقة قوافل محملة بالذخيرة الحيوية إلى المنطقة الخضراء لفرقة الفرسان الأولى. حيث أصيب جميع أفراد الطاقم الخمسة باستثناء واحد، بجروح في نهاية هذا الأسبوع، لكنهم ظلوا جميعًا مع شاحنتهم المسلحة. مع قوافل الطوارئ الأخرى من الوقود والذخيرة، تمكنت فرقة الفرسان الأولى من صد انتفاضة الصدر في أبريل.
تم منح اثنتي عشرة ميدالية نجمة برونزية وأربع ميداليات تكريمية للجيش لسائقي الشاحنات في هذه المعركة، حصل ماكورميك، وأهو أحد الجنود المشاركين في المعركة آنذاك، على وسام النجمة الفضية في عام 2014 لدوره في هذه المعركة والكمائن التي نصبت القوافل الثلاثة بعدها مباشرة. تُصنف المعركة كواحدة من أكبر الأعمال المهمة لفيلق النقل بالجيش الأمريكي.